# Kurpfälzische Amtsschaffnerei

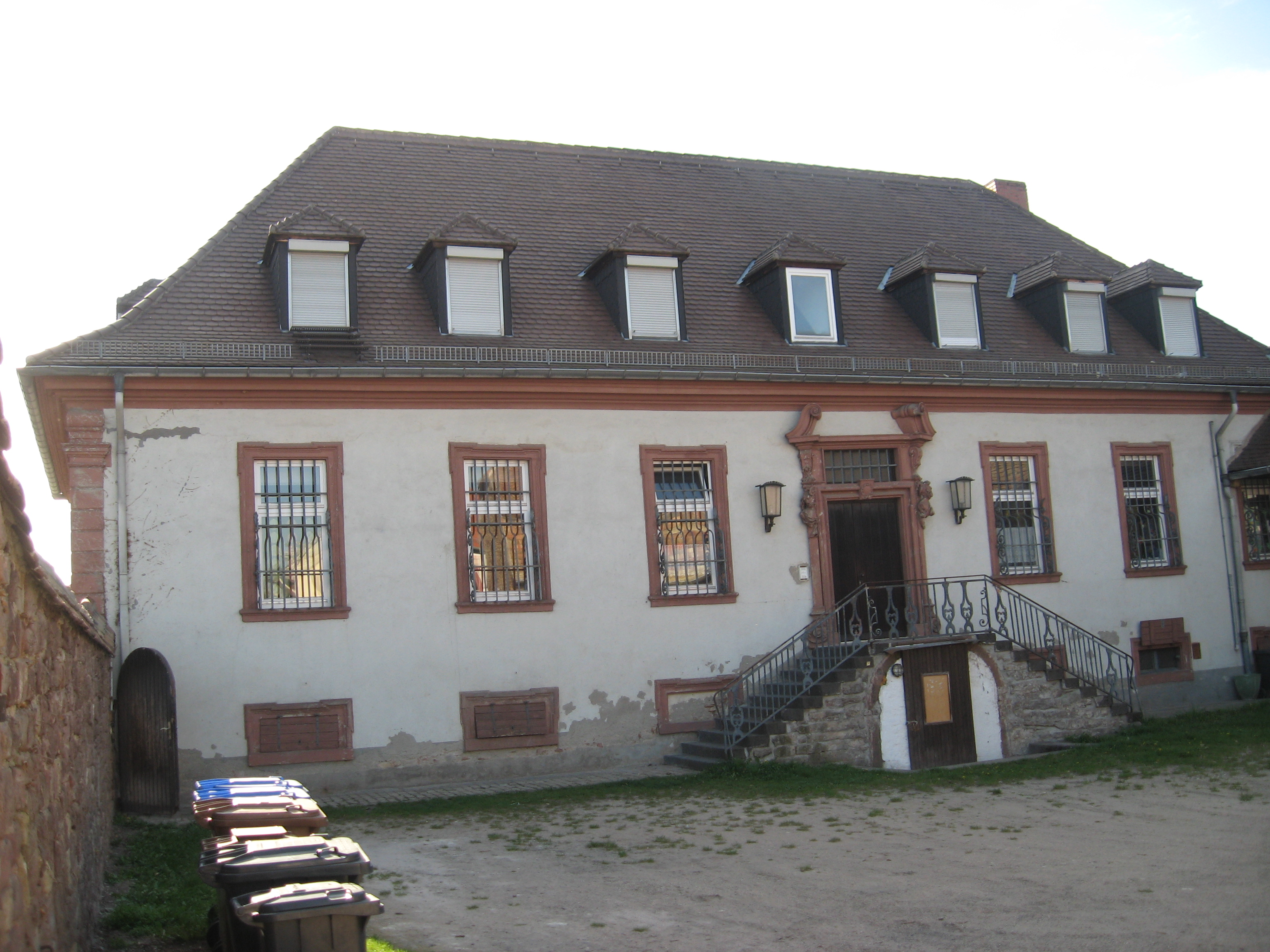
Kurpfälzische Amtsschaffnerei

Das unter Denkmalschutz stehende Wohnhaus der Kurpfälzischen Amtsschaffnerei steht in der Pfarrer-Joh.-W.-Weil-Straße 4 in Worms-Hochheim.

## Geschichte
Das 1728 unter dem kurpfälzischen Oberfauth und Schaffner Johann Herrmann Otto errichtete, eingeschossige Gebäude beherbergte ursprünglich die Kurpfälzische Amtsschaffnerei. Die durch Pilaster betonten Gebäudeecken werden durch die Fenster mit Ohrenrahmungen ergänzt. Die von Hermenköpfen flankierten Türpfosten sind von besonderer Bildhauerischer Qualität geprägt.